# Dave Koz
Dave Koz (San Fernando Valley, Los Angeles, 27 de março de 1963 como David Kozlowski) é um saxofonista de smooth jazz norte-americano e anfitrião de rádio.
Koz é freqüentemente comparado a outro saxofonista famoso, David Sanborn, porque os dois sons são quase semelhantes. Koz às vezes é dito como "a segunda vinda de Sanborn". Dave Koz normalmente toca saxofones soprano e alto, mas às vezes toca tenor e ocasionalmente o barítono.

## Discografia
- Dave Koz (1990)
- Lucky Man (1993)
- Off the Beaten Path (1996)
- December Makes Me Feel This Way (1997)
- The Dance (1999)
- A Smooth Jazz Christmas (2001)
- Golden Slumbers: A Father's Lullaby (2002)
- Saxophonic (2003)
- Golden Slumbers: A Father's Love (2005)
- At The Movies (2007)
- " At The Movies", Double Feature (2008)
- Memories Of A Winter's Night (2007)
- Greatest Hits (Sept. 2008)

## Ligações Externas
- Dave Koz official website
- The Dave Koz Radio Show
- The Dave Koz & Friends Cruise
- The beauty of coming out, by Dave Koz Composição pessoal em The Advocate
- Audio interview gravado em fevefeiro de 2007
- AfterElton interview com Dave Koz